# Monika Zimmermann (Journalistin)
Monika Zimmermann  (* 1949 in Diepholz) ist eine deutsche Historikerin und Journalistin.

## Werdegang
Zimmermann machte 1969 in Bremen ihr Abitur und studierte dann Geschichte, Kunstgeschichte und Romanistik in Göttingen und Genf, promovierte 1976 bei Fritz Fischer an der Universität Hamburg zum Thema Die Synopse als Mittel universalhistorischer Orientierung. Nach einem Volontariat bei dem Göttinger Tageblatt mit anschließender Redaktionstätigkeit arbeitete sie ab 1979 als Feuilleton-Redakteurin bei der Frankfurter Allgemeinen Zeitung. Im Jahr 1987 ging sie als DDR-Korrespondentin der FAZ nach Ost-Berlin und blieb dies bis 1990, als sie Chefredakteurin der Zeitung Neue Zeit wurde, die von der FAZ übernommen worden war. Nach der Einstellung der Neuen Zeit war sie von 1995 bis 1997 Chefredakteurin des Tagesspiegels, von 1997 bis 1999 des Westfälischen Anzeigers, im Jahr 2000 vier Monate des Münchner Merkurs, zuletzt von 2000 bis 2004 der Mitteldeutschen Zeitung in Halle/Saale und dann deren Chefkorrespondentin in Berlin zusammen für den Kölner Stadt-Anzeiger.
Im Jahre 2006 wechselte sie in die Politik. In Sachsen-Anhalt war sie Sprecherin der Landesregierung, in Sachsen seit 2011 zuständig für Medienpolitik und politische Strategie. Außerdem war sie Mitglied im MDR-Rundfunkrat.
Zusammen mit Hans-Otto Spithaler und Rolf H. Weber publizierte sie eine Geschichte des jüdischen Familienunternehmens Kroch in Leipzig und sein Schicksal bzw. das der Familie im Nationalsozialismus. Der Fall Kroch war einer der größten Restitutionsfälle überhaupt. In der Innenstadt Leipzigs ist die Familiengeschichte durch das Krochhochhaus präsent geblieben.
Im Jahr 1999 erhielt sie den Herbert Quandt Medien-Preis.

## Werke (Auswahl)
- Zusammen mit Hans-Otto Spithaler und Rolf H. Weber: Kroch – Der Name bleibt: Das Schicksal eines jüdischen Familienunternehmens in Leipzig, Mitteldeutscher Verlag, Halle 2018, ISBN 978-3-96311-007-8
- Viel Lärm und nichts. Mitteldeutscher Verlag, Halle 2021, ISBN 978-3-96311-011-5.
- Zusammen mit Wolfgang Böhmer: „Auf ein Wort, Herr Böhmer“, Mitteldeutscher Verlag, Halle 2016, ISBN 978-3-95462-640-3.
- Unter lauter Leuten. Mitteldeutscher Verlag, Halle 2016, ISBN 978-3-95462-678-6.
- Honecker bläst zur Hasenjagd. Reportagen aus einem untergegangenen Land. Hohenheim-Verlag, Stuttgart 2009, ISBN 978-3-89850-181-1.

### Herausgeberschaften
- Was macht eigentlich…? 100 DDR-Prominente heute, Ch. Links Verlag, Berlin 1994, ISBN 3-86153-064-3.